# Norm Maracle

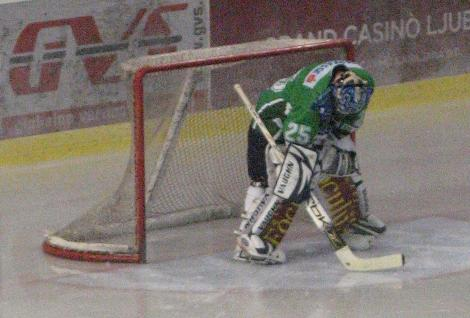
Norm Maracle

Norm Maracle, född 2 oktober 1974, är en kanadensisk ishockeymålvakt som för närvarande spelar för Iserlohn Roosters i den tyska högstadivisionen DEL. Norm Maracle listades 1993 av Detroit Red Wings och gjorde där sin debut i NHL 1997. Efter ytterligare en säsong i Detroit Red Wings så bytte han klubb till Atlanta Thrashers 1999. Där spelade han mera kontinuerligt och blev kvar i klubben under tre säsonger. Därefter spelade han i den ryska ligan fram tills han inför säsongen 2007/2008 gick till Iserlohn Roosters. Sammanlagt spelade Norm Maracle 66 matcher i NHL.